# Aragosaurus
Aragosaurus ischiaticus
Genre
Espèce
Aragosaurus (« lézard d'Aragon ») est un genre éteint de dinosaures sauropodes qui vivait au Crétacé inférieur (Barrémien, 130 à 125 millions d’années), en Espagne, découvert à La Rioja. Bien que des restes de dinosaures avaient déjà été découverts en Espagne, c'est le premier dinosaure décrit dans ce pays. 
La seule espèce connue, l'espèce type, est Aragosaurus ischiaticus, décrite par José Luis Sanz (d), Ángela Delgado Buscalioni (d), Maria Lourdes Casanovas (d) et José Vicente Santafé (d) en 1987.

## Découverte
Il est représenté par un fossile partiel.

## Description
- Époque : Crétacé inférieur
- Taille : 18 m de long, 6 m de haut, 28 tonnes[3]
- Habitat : Europe
- Régime alimentaire : herbivore

## Étymologie
Aragosaurus signifie « lézard d’Aragon » du nom de l'Aragon, une communauté autonome d'Espagne.

## Anatomie
Aragosaurus était un grand quadrupède herbivore. Comme les autres sauropodes, il avait un long cou, une longue queue puissante, une petite tête et un corps volumineux. Il ressemblait beaucoup au Camarasaurus.
Les premières vertèbres caudales sont robustes et présentent des élargissements dans les épines neuronales qui ont dû servir pour l'ancrage des ligaments qui consolident la région supérieure de la base de la colonne. La seule espèce doit son nom (ischiaticus) au raffermissement de la hanche qui se reflète principalement dans le grand développement de l'ischion. Les bras d'Aragosaurus sont plus courts que les membres postérieurs, mais pas autant qu’il est commun aux camarasauridés. Le fémur atteint une longueur de 1,40 m.

## Inventaire des fossiles retrouvés
- Vertèbres caudales, scapula, membres avant, ischion, pubis.

## Publication originale
- (es) J. L. Sanz, Á. D. Buscalioni, M.-L. Casanovas et J.-V. Santafé, « Dinosaurios del Cretácico Inferior de Galve (Teruel, España) », Estudios Geológicos, CSIC,‎ décembre 1987, p. 45-64 (ISSN 0367-0449 et 1988-3250, lire en ligne).